# Celastrina nigrescens
Celastrina nigrescens är en fjärilsart som beskrevs av Fletcher 1904. Celastrina nigrescens ingår i släktet Celastrina och familjen juvelvingar. Inga underarter finns listade i Catalogue of Life.